# Blokker Holding
Pour les articles homonymes, voir Blokker.
Blokker Holding B.V. est une société faîtière néerlandaise qui possède plusieurs chaînes de magasins de détail.
Blokker Holding a des activités dans 12 pays. En 2010, l'ensemble de ses chaînes représentait 2 825 magasins. En 2009, son chiffre d'affaires était de 2,8 milliards d'euros. La plupart des chaînes ont à la fois leurs propres magasins et des franchisés.
Blokker Holding n'est pas cotée en bourse, elle appartient à la famille Blokker.

## Histoire
Le 21 février 1973, le groupe Blokker Holding fut créé aux Pays-Bas.
Début 2004, Blokker rachète Christiaensen (nl), groupe belge fondé en 1917 et spécialisé dans les jouets.
En 2010, la société faîtière Blokker compte plus de 2 700 magasins dans 14 pays.

## Activités du groupe

### Secteur du ménage
- Big Bazar (nl) (Pays-Bas, Belgique) : magasin discount d'articles ménagers
- Blokker (Pays-Bas, Belgique, Luxembourg, Suriname)
- Budget (Pays-Bas) : magasin discount d'articles ménagers et de jouets
- Cook & Co (Pays-Bas) : alimentation et vaisselle
- Diervoordeel (Pays-Bas) : articles pour animaux
- Elektroblok (Pays-Bas) : articles ménagers
- Marskramer (nl) (Pays-Bas) : articles ménagers
- Novy (Pays-Bas) : articles ménagers
- Trend-Center (Allemagne, Pays-Bas) : articles ménagers
- Xenos (Pays-Bas, Allemagne) : articles ménagers, de cadeaux et quelques produits alimentaires

### Secteur de jouets
- Bart Smit (en) (Pays-Bas, Belgique, Luxembourg)
- E-Plaza (abandonné en 2012) (Belgique, Pays-Bas) : jeux vidéo
- Intertoys (nl) (Pays-Bas, Allemagne, Belgique)
- Maxi Toys (Belgique, France, Luxembourg, Suisse)
- Toys2Play (nl) (Pays-Bas)

### Secteur maison et jardin
- Leen Bakker (Pays-Bas, Belgique, Luxembourg, Aruba, Bonaire, Curaçao) : décoration et ameublement
- Casa (Pays-Bas, Belgique, Luxembourg, France, Espagne, Suisse, Italie, Portugal, Autriche : décoration et ameublement
- Tuincentrum Overvecht (nl) (Pays-Bas) : jardinage

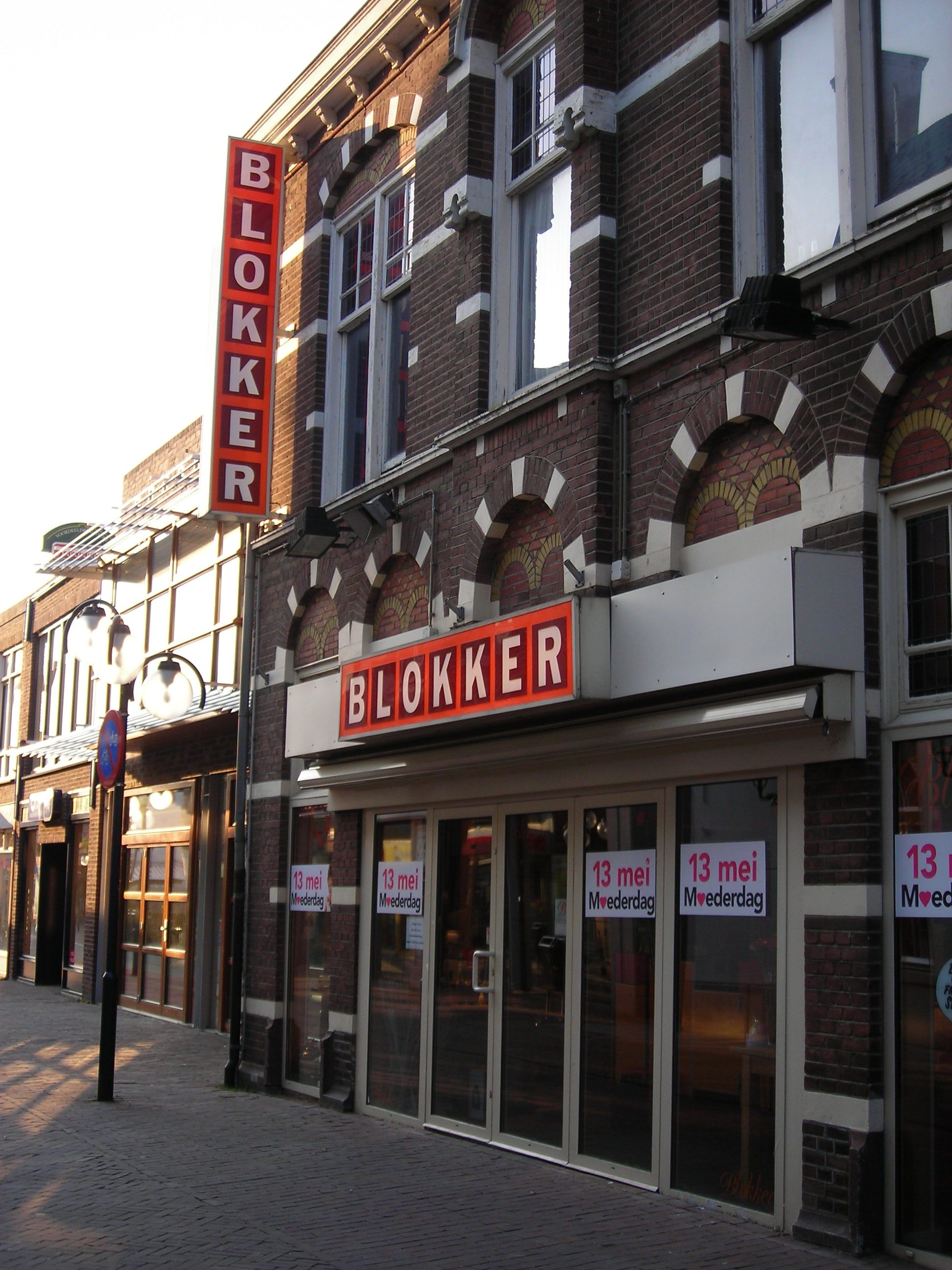
Un Blokker à Boxmeer aux Pays-Bas.
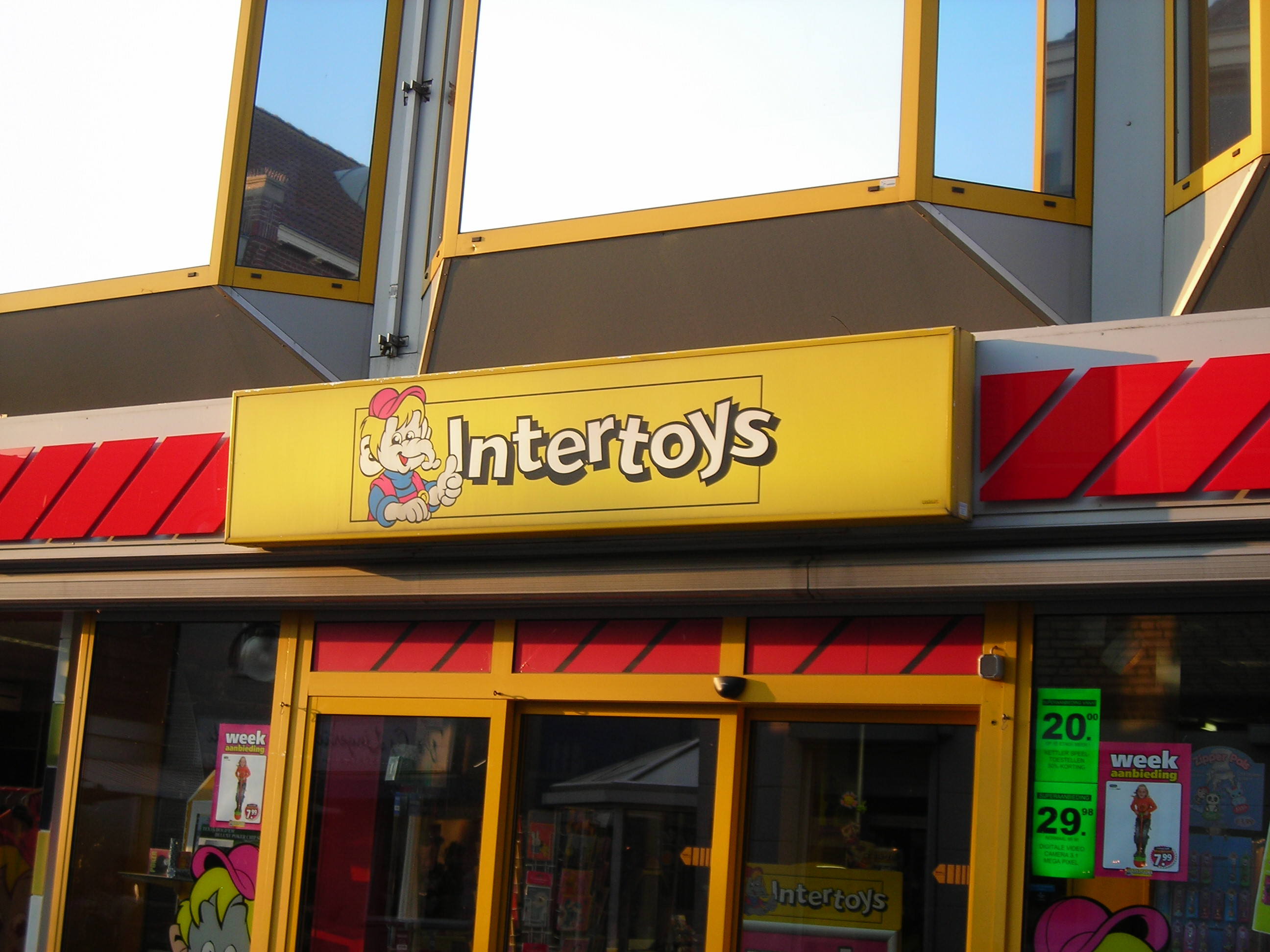
Un magasin Intertoys à Boxmeer aux Pays-Bas.
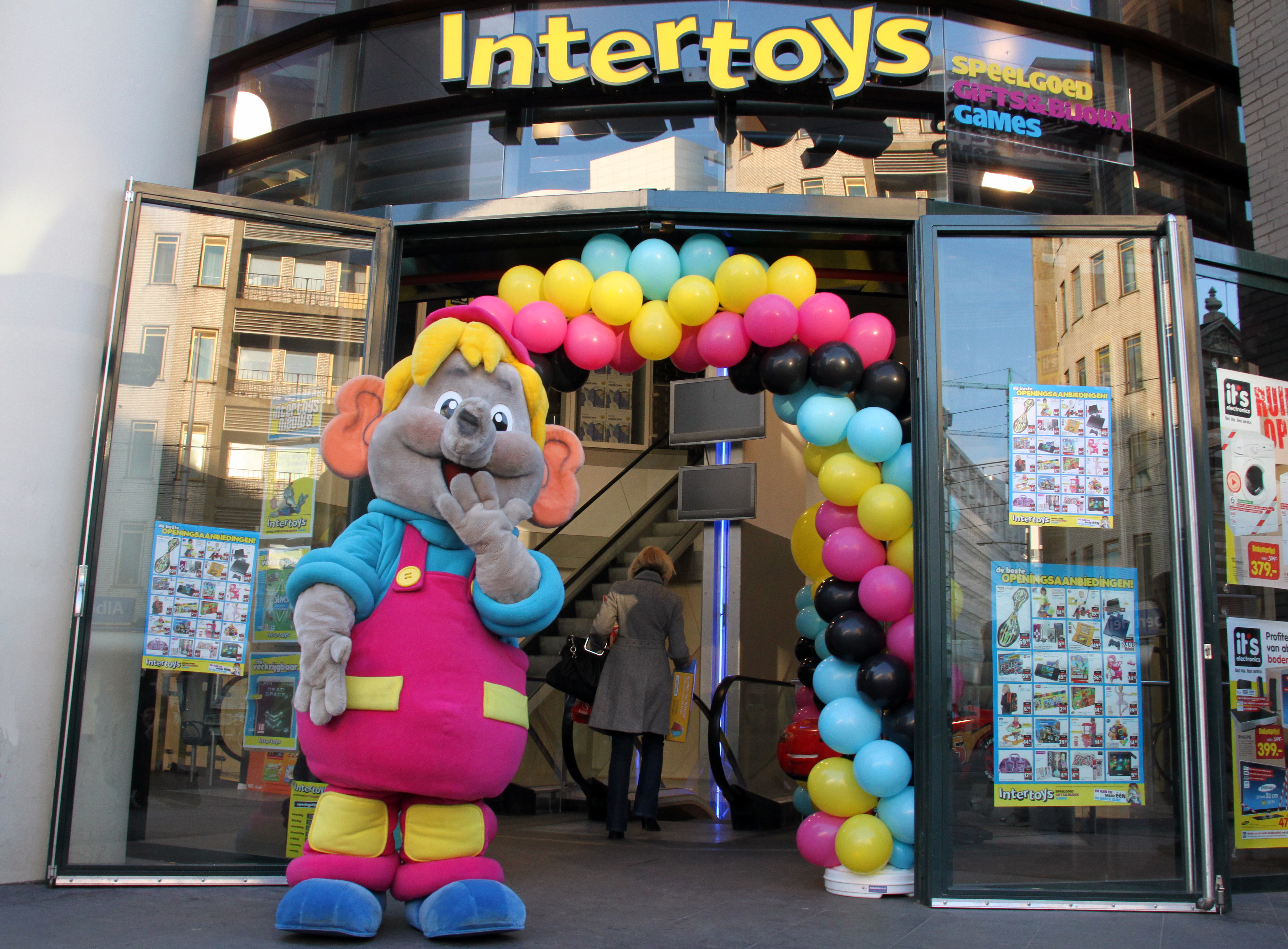
Un Intertoys moderne à La Haye
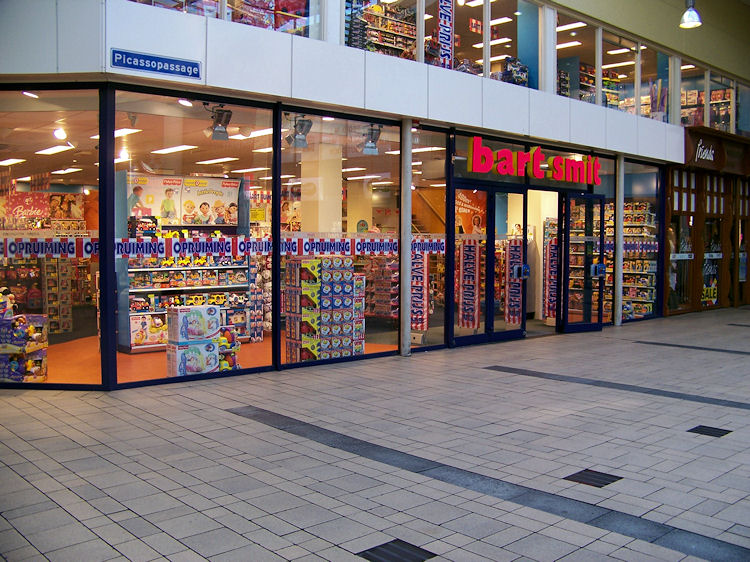
Un magasin Bart Smit à Emmen aux Pays-Bas.
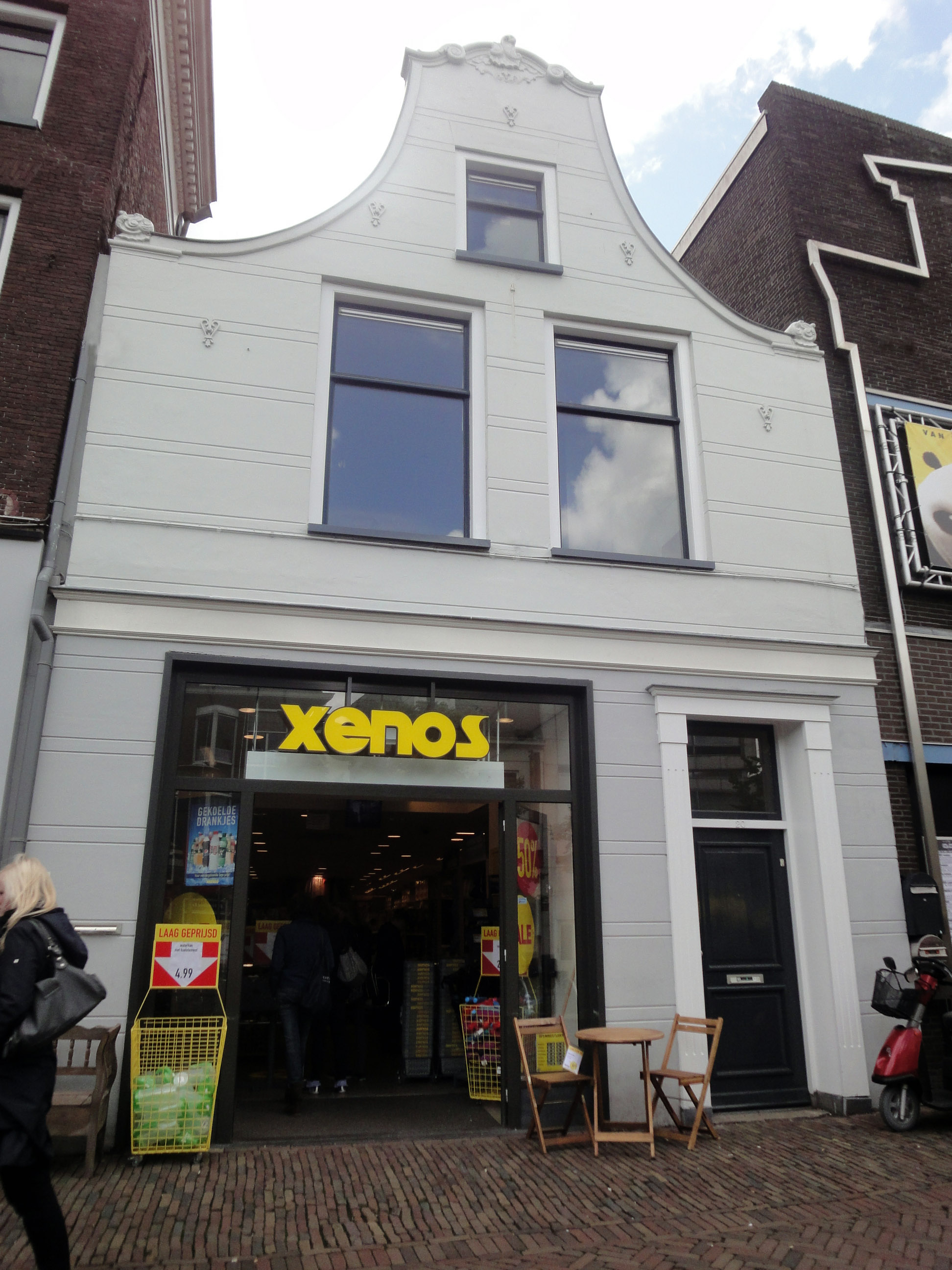
Un Xenos à Sneek aux Pays-Bas

### Traduction
- (de)/(en) Cet article est partiellement ou en totalité issu des articles intitulés en allemand « Blokker » (voir la liste des auteurs) et en anglais « Blokker Holding » (voir la liste des auteurs).